# Harald Schmidt

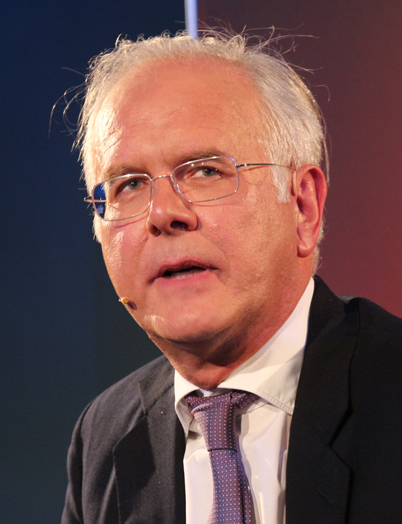
Harald Schmidt (2015)

Harald Franz Schmidt (* 18. August 1957 in Neu-Ulm) ist ein deutscher Fernsehmoderator, Entertainer, Schauspieler, Kabarettist und Kolumnist. Er wurde vor allem durch Sendungen wie Schmidteinander oder Die Harald Schmidt Show bekannt, die er ab den 1990ern präsentierte.

## Leben

### Jugend, Ausbildung und Privates

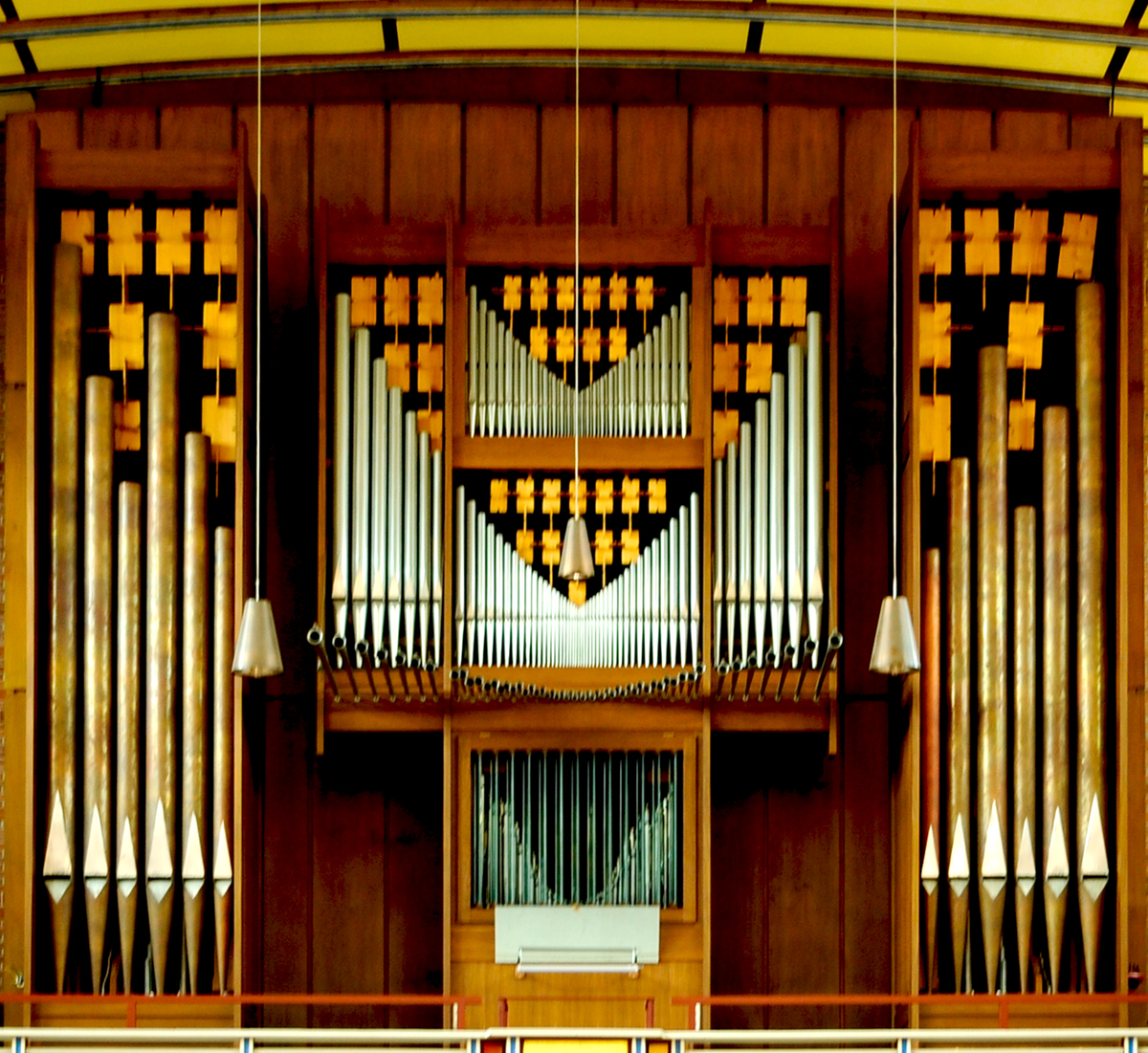
Von Winfried Albiez 1973 gebaute Orgel in der Nürtinger Johanneskirche, an der Schmidt spielte

Harald Franz Schmidt wurde 1957 in Neu-Ulm geboren und wuchs in Nürtingen in der Hermann-Löns-Straße 24 in einer Dreizimmerwohnung zusammen mit seinem fünf Jahre jüngeren Bruder Reinhard und seiner Großmutter auf. Seine Eltern waren als Sudetendeutsche aus der Tschechoslowakei vertrieben worden. Sein Vater Anton Schmidt (1916–2010) stammte aus Karlsbad in Westböhmen, seine Mutter Martha Schmidt (1936–2021) aus Nikolsburg in Südmähren. Schmidt war als Junge bei den katholischen Pfadfindern und wuchs nach eigenen Angaben in einer streng katholischen Familie auf. Später wurde er nach einer Ausbildung an der Kirchenmusikschule in Rottenburg am Neckar Kirchenmusiker mit C-Abschluss und wirkte als Organist in der katholischen Gemeinde St. Johannes in Nürtingen.
Nach dem Besuch des Max-Planck-Gymnasiums und des Hölderlin-Gymnasiums legte Schmidt 1977 das Abitur ab. Nach der Ableistung des Zivildienstes in einem katholischen Pfarrbüro studierte er von 1978 bis 1981 Schauspiel an der Staatlichen Hochschule für Musik und Darstellende Kunst in Stuttgart. Um Kontakte zum Fernsehen zu knüpfen und vor allem aufgrund seiner Frustration bei seinem Augsburger Theaterengagement, bewarb sich Schmidt 1983 bei der Henri-Nannen-Journalistenschule in Hamburg. Er scheiterte aber in der Endauswahl unter etwa einhundert Mitbewerbern.
Harald Schmidt lebt mit seiner Lebensgefährtin Ellen Hantzsch, die er kennenlernte, als sie als Kabelträgerin bei Schmidteinander jobbte, in Köln-Marienburg und hat mit ihr vier Kinder. Aus einer früheren Beziehung mit der Fernsehredakteurin Elke Maar stammt ein weiteres Kind.

### Schauspieler und Kabarettist

#### Theater und Kabarett

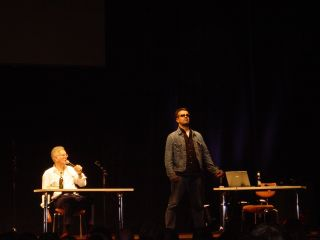
Harald Schmidt und Manuel Andrack, 2005, Stadthalle Karlsruhe

1978 hatte Schmidt einen Auftritt als Statist in Claus Peymanns Inszenierung des Stücks Drei Schwestern von Anton Tschechow am Württembergischen Staatstheater Stuttgart. Sein erstes Engagement hatte Harald Schmidt von 1981 bis 1984 an den Städtischen Bühnen in Augsburg. Seine erste Rolle dort war der zweite Mameluk in Lessings Nathan der Weise, der nur den Satz „Nur hier herein!“ zu sprechen hat.
1984 wechselte Schmidt zu Kay Lorentz ans Düsseldorfer Kom(m)ödchen, wo er bis 1989 blieb und seine kabarettistische Laufbahn unter Anleitung von Lore Lorentz begann. Im Jahr 1985 ging er mit seinem ersten Soloprogramm Ich hab’ schon wieder überzogen auf Tournee. Weitere Soloprogramme waren 1988 Überstehen ist alles und 1992 Schmidtgift.
Im Herbst 2001 war er am Berliner Ensemble bei einem Gastspiel des zuvor in seiner Show als Dramolett aufgeführten Texts Claus Peymann kauft sich keine Hose, geht aber mit essen von Benjamin von Stuckrad-Barre zu sehen. Im Frühjahr 2002 kehrte er als Diener Lucky in Becketts Warten auf Godot ans Theater zurück und wurde im April Mitglied des Ensembles am Bochumer Schauspielhaus. Im Sommer 2002 spielte Schmidt ebenfalls in Bochum in dem Stück Die Direktoren von Daniel Besse die Rolle des Vize-Vorstandsvorsitzenden Montparnasse. Eine Einladung von Claus Peymann, während der Pause seiner Show ab 2003 am Berliner Ensemble zu spielen, lehnte Schmidt ab.
Von Juli 2004 an war er zusammen mit Manuel Andrack und dem eigenen zweistündigen Kabarettprogramm Sprechstunde, Einspruch und Summa cum unterwegs. 2007 spielte Schmidt den Doktor Diafoirus in dem Stück Der eingebildete Kranke von Molière auf der Bühne des Bolongaro-Palastes in Frankfurt-Höchst.
Seit der Spielzeit 2007 ist Schmidt Ensemblemitglied am Staatstheater Stuttgart. Im Oktober 2007 fand die Premiere des Liederabends Elvis lebt. Und Schmidt kann es beweisen statt. Am 25. Oktober 2008 hatte dort die Inszenierung des von Schmidt konzipierten Hamlet-Musicals Der Prinz von Dänemark unter der Regie von Christian Brey Premiere, bei dem er auch einige Rollen selbst spielt. Zuletzt trat Schmidt wiederholt in Inszenierungen des Autorregisseurs René Pollesch auf. 2012 auf Deutschland-Tour mit dem Concerto Köln, sprach Schmidt in Mozarts Singspiel Der Schauspieldirektor die Titelrolle und sang eine Bariton-Partie. 2019 übernahm er die Sprechrolle des Haushofmeisters in der Stuttgarter Produktion von Richard Strauss’ Ariadne auf Naxos.
Schmidt trat zu Beginn seiner Karriere mehrmals im Münchner Hinterhoftheater auf. Gage war die „Beteiligung am Eintrittserlös; Anreise und Unterkunft sind vom Künstler selbst zu bezahlen“. Seit Sommer 2019 moderiert Schmidt die regelmäßig alle ein bis zwei Monate im Schauspielhaus des Staatstheaters Stuttgart stattfindende Stand-up- und Interview-Show Echt? Schmidt?. In der Operette Die Dubarry von Carl Millöcker, der Eröffnungspremiere von Intendantin Lotte de Beer, gab er an der Volksoper Wien im September 2022 an der Seite von Annette Dasch König Ludwig XV.

#### Film
1995 war Schmidt in dem Kinofilm Nich’ mit Leo zusammen mit Jürgen von der Lippe zu sehen. 1999 folgte eine Hauptrolle im Film Late Show, wo er den Programmdirektor Conny Scheffer spielte. Außerdem trat er an der Seite zahlreicher Comedians mit einem Kurzauftritt in Otto Waalkes’ Kinofilm 7 Zwerge – Männer allein im Wald auf. In dem Film Vom Suchen und Finden der Liebe von Helmut Dietl spielte Schmidt an der Seite von Anke Engelke eine Nebenrolle.
Schmidt war Nebendarsteller in der 13. Staffel der Familienserie Unser Charly. Seit Anfang 2007 spielt er in der ZDF-Reihe Das Traumschiff die Rolle eines Gentleman Hosts bzw. den Kreuzfahrtdirektor Oskar Schifferle. In dem zweiteiligen Fernsehfilm Teufelsbraten (2008) von Hermine Huntgeburth war er als Unterwäschevertreter zu sehen.
In der im November 2009 ausgestrahlten Folge der ZDF-Krimireihe SOKO Stuttgart übernahm Schmidt eine Gastrolle als Leiter einer psychiatrischen Klinik. 2011 war er als Moderator seiner eigenen Late-Night-Show in Andreas Dresens Drama Halt auf freier Strecke zu sehen. 2012 folgte eine Nebenrolle in Helmut Dietls Komödie Zettl. Seit 2015 spielt Schmidt in der ZDF-Reihe Das Traumschiff erneut die Rolle des Kreuzfahrtdirektors.
2016 spielte Schmidt eine Nebenrolle in der ZDF-Rosamunde-Pilcher-Verfilmung Ein Doktor & drei Frauen als Lord Hurrleton. Schmidt war für die Rolle des Kriminaloberrats Gernot Schöllhammer im SWR-Schwarzwald-Tatort mit dem neuen Ermittler-Duo Franziska Tobler (Eva Löbau) und Friedemann Berg (Hans-Jochen Wagner) angekündigt, das Ende 2017 gestartet ist. 2017 gab er bekannt, die Rolle aus persönlichen Gründen nicht zu spielen. Schmidt war Ideengeber für die 2019 im SWR ausgestrahlte sechsteilige Miniserie Labaule & Erben, in der Uwe Ochsenknecht den Erben eines fiktiven Medienkonzerns spielt.
2022 war Schmidt in der Amazon-Prime-Produktion One Mic Stand zu sehen. Bei dem Format handelt es sich um die Adaption eines US-Formats, bei dem deutsche Comedians auf fünf Persönlichkeiten ohne Stand-up-Erfahrung trafen, moderiert von Teddy Teclebrhan. Die Comedians sollen die Prominenten auf den ersten, eigenen Comedy-Auftritt vor Publikum vorbereiten. Schmidt war in der Folge „Trainingslager Deluxe“ mit den Weltmeistern Mats Hummels und Christoph Kramer zu sehen.

### Moderator

#### Anfänge bei der ARD
Seinen ersten Fernsehauftritt hatte er 1987 in der Sendung Extratour mit einem kurzen Kabarettprogramm. Die Redakteurin der Sendung, Birgitt Reckmeyer, hatte Schmidt bei einer Kleinkunstmesse in Genf entdeckt. Zusammen mit Reckmeyer entwickelte Schmidt später auch die kurzlebige Sendung Gala.
Seine erste eigene Fernsehsendung hatte Schmidt ab März 1988 beim Sender Freies Berlin mit MAZ ab!, die ab 1989 im Ersten ausgestrahlt wurde. 1990 folgten die Sendungen Pssst … (eine Rateshow nach dem Vorbild der Show Was bin ich? von Robert Lembke) und Schmidteinander, die er gemeinsam mit Herbert Feuerstein bis Dezember 1994 moderierte. Beide Sendungen wurden vom Westdeutschen Rundfunk produziert und ausgestrahlt. Schmidteinander und Pssst … wurden ab 1994 bzw. 1995 im Ersten ausgestrahlt. Im Februar und März 2007 gab es dort im Vorabendprogramm eine Neuauflage von Pssst… mit zwölf Folgen, die aber nicht die erwarteten Einschaltquoten erzielen konnten. 1990 moderierte er eine Veranstaltung der SPD in der Dortmunder Westfalenhalle, die nach dem Attentat auf Oskar Lafontaine stattfand. Er stand mit Willy Brandt, Johannes Rau und Hans-Jochen Vogel auf der Bühne.
Von Dezember 1992 bis März 1993 folgte ein kurzes Zwischenspiel mit der vierteiligen, von Radio Bremen für die ARD produzierten Show Gala!. Von Oktober 1992 bis Mai 1995 moderierte er in der ARD die Show Verstehen Sie Spaß?, die er von Paola und Kurt Felix übernommen hatte, mit nur mäßigem Erfolg. Seine Comedy-Einlagen vertrugen sich nicht mit der für ein breites Publikum konfektionierten, damals üblichen Unterhaltung. Als sein Vorbild oder Idol bezeichnete Schmidt Rudi Carrell.

#### Die Harald Schmidt Showbei Sat.1
| Sendung                 | Sender         | Zeitraum  |
| ----------------------- | -------------- | --------- |
| Schmidteinander         | WDR, Das Erste | 1990–1994 |
| Die Harald Schmidt Show | Sat.1          | 1995–2003 |
| Harald Schmidt          | Das Erste      | 2004–2007 |
| Schmidt & Pocher        | Das Erste      | 2007–2009 |
| Harald Schmidt          | Das Erste      | 2009–2011 |
| Die Harald Schmidt Show | Sat.1          | 2011–2012 |
| Die Harald Schmidt Show | Sky            | 2012–2014 |

Vom 5. Dezember 1995 bis zum 23. Dezember 2003 moderierte Schmidt die zunächst von Brainpool im Kölner Capitol produzierte Harald Schmidt Show. Von August 1998 bis Dezember 2003 wurde die Show dann von Schmidts Firma Bonito im Studio 449 in Köln-Mülheim produziert. Wegen seines oft respektlosen und zynischen Humors erhielt Schmidt in den Medien den Spitznamen Dirty Harry, den er jedoch selbst in einem Interview mit der Zeitschrift Stern zum ersten Mal in Umlauf gebracht hatte.
Der tabulose Umgang mit seinen Spaßopfern brachte Schmidt einige Klagen ein. So wehrte sich die frühere Tagesschausprecherin Susan Stahnke gegen einen Beitrag aus der Harald Schmidt Show, in dem eine Stahnke ähnelnde Darstellerin in Reizwäsche bei vermeintlichen Dreharbeiten zu einer Sex-Szene für einen Film namens Basic-Instinct II gezeigt wurde. Der Filmbeitrag spielte auf die zuvor in der Presse bekannt gemachten Pläne der Klägerin an, in Hollywood Karriere als Filmschauspielerin zu machen.
In den ersten Jahren der Sendung waren zudem Polenwitze häufiger Inhalt der Sendung. Sie entsprachen nach den Worten seines Gag-Schreibers Ralf Kabelka einem „starken Bedürfnis, Grenzen neu auszuloten“ sowie „Konventionen und Tabus zu brechen“. Gegen die Polenwitze protestierten unter anderem deutsche Journalisten und Kulturschaffende in Polen sowie die polnische Zeitschrift Polityka. Harald Schmidt wurde im Zuge dessen vom polnischen Botschafter Andrzej Byrt eingeladen, die Wirklichkeit im östlichen Nachbarland kennenzulernen. Er nahm die Einladung an und verzichtete seither auf Polenwitze.
Im Dezember 1995 war Bettina Böttinger Bestandteil eines Bilderrätsels. Schmidt zeigte dazu eine Ausgabe der Frauenzeitschrift Emma, Eierlikör, eine Kloschüssel und Bettina Böttinger und fragte: „Was haben diese vier Dinge gemeinsam? Das sind die vier Dinge, die kein Mann freiwillig anfassen würde.“ In der Folge machte er auch immer neue Anspielungen auf die Homosexualität der Moderatorin, die schließlich in seine Show kam und mitteilte, dass sie das „sehr verletzt“ habe und daraufhin das Studio sofort wieder verließ. Harald Schmidt leitete damit um den Jahreswechsel 1995/1996 das Outing von Bettina Böttinger ein. In Herr Schmidt wird 50, will aber nicht feiern war erneut jener Ausschnitt gezeigt worden. Die Intendantin Monika Piel wollte daher mit den Redaktionen eine Grundsatzdiskussion über die Grenze zwischen Überspitzungen im Dienst von Satire und persönlichen Beleidigungen zum bloßen Zweck eines Gags führen: Es werde „eine Diskussion über im WDR angemessene ethische Programmstandards geben. Gerade im Comedybereich schärfen solche Diskussionen die Grenzen zwischen öffentlich-rechtlichen und kommerziellen Programmangeboten“.
Johannes B. Kerner wurde von Schmidt für eine Sondersendung zum Amoklauf von Erfurt im Jahre 2002 stark kritisiert, da er einen elfjährigen Jungen eingeladen hatte, der Zeuge der Tat geworden war. Harald Schmidt sagte als Preisträger seine Teilnahme an der Verleihung des renommierten Medienpreises „Goldene Feder“ am 24. Mai 2002 in Hamburg ab. Johannes B. Kerner stand für die Preisverleihung als Moderator fest und Harald Schmidt lehnte die persönliche Entgegennahme des Medienpreises aus Kerners Händen aus Protest ab. Harald Schmidt schickte eine schriftliche Absage: „[…] Angesichts der jüngsten medialen Außenwirkungen von Johannes B. Kerner können wir uns unter keinen Umständen vorstellen, einen Preis in seiner Anwesenheit entgegenzunehmen […]“.
Am 8. Dezember 2003 gab Harald Schmidt bekannt, dass er nach seiner Late-Night-Show auf Sat.1 eine „kreative Pause“ einlegen wolle. Als Folge der Übernahme der ProSiebenSat.1 Media AG durch Haim Saban war wenige Tage zuvor der damalige Geschäftsführer von Sat.1, Martin Hoffmann, zu dem Schmidt eine freundschaftliche Beziehung pflegte, entlassen worden. Nach einem Bericht des Magazins Der Spiegel erhielt der damalige ProSiebenSat.1-Vorstandschef Urs Rohner die ausdrückliche Anweisung von Saban, Hoffmann erst nach der anstehenden Vertragsverlängerung mit Harald Schmidt zu entlassen. Die Verhandlungen verzögerten sich, Rohner entließ Hoffmann vorzeitig, und Schmidt verlängerte seinen Vertrag nicht. Laut Manuel Andrack gab es weitere mögliche Gründe für das Ende der Show: Zum einen wurde vermutet, dass Schmidt mehr Geld haben wollte und die Produktion daraufhin eingestellt wurde. Andrack erklärt außerdem, dass Schmidt damals „ausgebrannt“ gewesen sei und eine Pause brauchte. Hauptgrund war seiner Meinung nach die Etablierung einer fünften wöchentlichen Sendung ab Sommer 2003, die zu einer Überlastung führte. Harald Schmidt relativierte diese Äußerung in einem Interview mit dem Nachfolger Hoffmanns, Roger Schawinski, bestätigte aber auch dort, dass er „ausgepumpt“ gewesen sei und den Wechsel an der Senderspitze als Signal verstanden habe, Schawinski jedoch nicht der Grund für den Ausstieg gewesen sei.
Die Nachfolge auf dem gleichen Sendeplatz trat am 17. Mai 2004 Anke Engelke mit ihrer Show Anke Late Night an, die jedoch am 21. Oktober 2004 aufgrund schlechter Quoten wieder eingestellt wurde. In seiner einjährigen Pause begab sich Harald Schmidt auf eine Weltreise und bestritt eine Kabarett-Tournee mit Manuel Andrack.

#### Rückkehr zur ARD
Die erste Vorabausgabe seiner neuen Late-Night-Show Harald Schmidt bei der ARD wurde am 23. Dezember 2004 gesendet – genau ein Jahr nach Schmidts letzter Sat.1-Sendung. Die erste reguläre Folge der Sendung wurde am 19. Januar 2005 ausgestrahlt. Nach Schätzungen des Schweizer Mediendienstes „Klein Report“ erhielt Schmidts Produktionsfirma für 60 Sendungen pro Jahr insgesamt acht Millionen Euro von der ARD, was einem Produktionsetat von rund 133.000 Euro pro Show entspricht (inklusive Schmidts Moderationshonorar).
Neben der Moderation seiner Sendung Harald Schmidt trat Schmidt in den folgenden Jahren immer wieder als Moderator verschiedener anderer Sendungen in Erscheinung. Vom 12. bis 26. Februar 2006 moderierte er zusammen mit dem Sportreporter Waldemar Hartmann die 60-minütige ARD-Sendung Olympia mit Waldi & Harry, die in der Zeit der Olympischen Winterspiele 2006 jeweils an den Sendetagen der ARD ausgestrahlt wurde. Am 15. Mai 2006 führte Schmidt als Gastmoderator durch das Fernsehmagazin Report Mainz, das aus Anlass des 40. Jubiläums ironisch selbstkritisch konzipiert war. Zusammen mit Eva Padberg moderierte Schmidt am 30. November 2006 die Bambi-Verleihung der Hubert Burda Media, die erstmals in der neuen Mercedes-Benz Welt in Stuttgart stattfand und in der ARD live übertragen wurde. Die Bambi-Verleihungen 2007 und 2008 wurden ebenfalls von Schmidt moderiert. Nach einer „Schnupper-Bewerbung“ in seiner ARD-Show, wo er einen Teil des ZDF-Nachrichtenmagazins als Probe für eine „Urlaubsvertretung“ moderierte, präsentierte Harald Schmidt am 19. April 2007 im Heute-journal einen Beitrag als „Gastmoderator“ neben den Moderatoren der Sendung Claus Kleber und Gundula Gause. 4,24 Millionen Zuschauer sahen die Sendung.

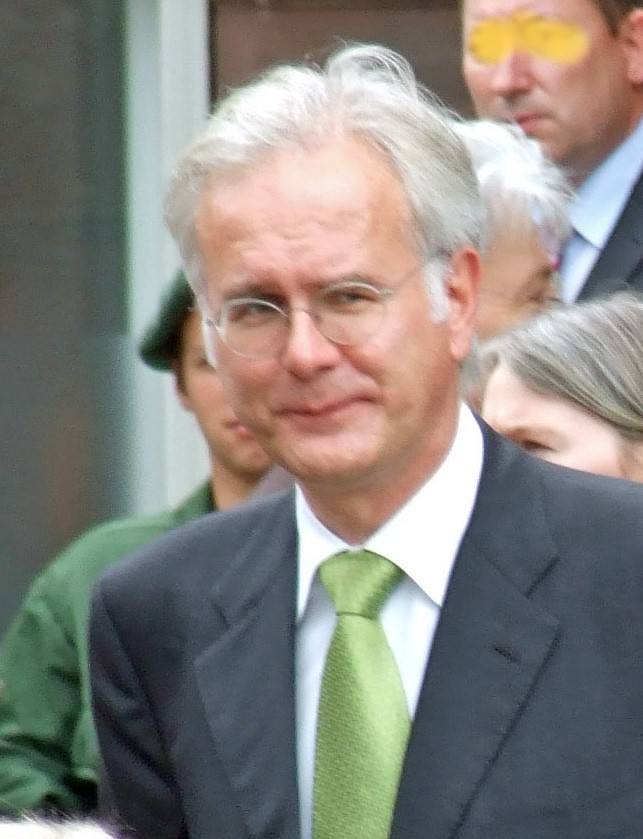
Harald Schmidt, 2007

Ab dem 25. Oktober 2007 führte Schmidt an der Seite des Comedians Oliver Pocher durch die Sendung Schmidt & Pocher. In einem Interview mit dem Nachrichtenmagazin Der Spiegel erklärte Schmidt nach der letzten Ausgabe von Harald Schmidt im Juni 2007, dass er mit dem Format einer mehrmals wöchentlich ausgestrahlten Late-Night-Show „fertig“ sei und dies lieber seinem Kollegen Oliver Pocher überlassen würde. Im April 2009 beendeten Schmidt und Pocher ihre Zusammenarbeit. Ab September 2009 war er mit einem überarbeiteten Format von Harald Schmidt wieder auf Sendung.
Am 22. September 2008 übernahm Schmidt anlässlich des zehnjährigen Jubiläums von NDR Info für einen Tag den Posten des Chefredakteurs dieses Programms. Im September 2010 wurde bekannt, dass Harald Schmidt seinen bis 2011 gültigen Vertrag mit der ARD nicht verlängert, sondern stattdessen bei Sat.1 unterschrieben habe. Schmidt gab gegenüber der Zeitung Die Zeit als Begründung an, es habe nur noch wenig Kontakt seitens der ARD gegeben und er habe dies als Signal verstanden.

#### Fortsetzung derHarald Schmidt Show
Am 13. September 2011 wurde die erste Ausgabe der auf Sat.1 wiederaufgelegten Harald Schmidt Show gesendet, die jeweils dienstags und mittwochs mit dem bekannten Konzept um 23:15 Uhr zu sehen war. Anfang Januar 2012 erhielt die Harald Schmidt Show einen zusätzlichen Sendeplatz und lief seitdem dienstags bis donnerstags um 23:15 Uhr. Im März 2012 gab Sat.1 bekannt, dass die Show wegen schlechter Einschaltquoten eingestellt werde. Die letzte Ausgabe auf Sat.1 wurde am 3. Mai 2012 ausgestrahlt.
Am 2. Mai 2012 gab der Pay-TV-Sender Sky bekannt, das Format zu übernehmen. Schmidt moderierte ab September 2012 von Dienstag bis Donnerstag um 22:15 Uhr seine Late-Night-Show. Am 13. März 2014 lief die letzte Harald Schmidt Show auf Sky. Zuvor hatte Schmidt in der Radiosendung MonTalk auf WDR 2 angekündigt, dass er sich, sollte seine Show bei Sky abgesetzt werden, komplett aus dem Fernsehgeschäft zurückziehen werde.

#### Moderationen nach dem Ende derHarald Schmidt Show
Im Februar 2015 moderierte Schmidt die SRF-1-Sendung Kulturplatz. Er übernahm für zwei Folgen die Vertretung der Moderatorin Nina Mavis Brunner. Seit 2015 moderiert Schmidt gemeinsam mit dem Politiker Gregor Gysi (Die Linke) die Sendung Gysi & Schmidt bei n-tv, zunächst als Jahresrückblick, später halbjährlich. Im März 2017 begleitete Pierre M. Krause in der Die Pierre M. Krause Show Schmidt in einer Spezialfolge zum Frankfurter Flughafen.  Im August 2022 besuchte Schmidt zum zehnjährigen Jubiläum der SWR-Sendereihe Expedition in die Heimat Stätten seiner Jugend und Ausbildung in der Folge Takeover Harald Schmidt. Im November 2022 übernahm Schmidt gemeinsam mit Joachim Augner und Heike Knispel die Moderation einer eigenen Radiosendung Ein Abend mit Harald Schmidt auf WDR4.

### Foto mit Maaßen und Matussek
Im August 2023 tauchte ein Foto auf, auf dem Schmidt auf einer Feier zusammen mit dem ehemaligen Chef des Bundesamtes für Verfassungsschutz Hans-Georg Maaßen und dem Journalisten Matthias Matussek zu sehen ist. Beide Personen werden mit rechtsextremen Positionen in Verbindung gebracht. Auch Alice Weidel, Bundesvorsitzende der AfD war zur Feier geladen. Klaas Heufer-Umlauf, der von Schmidt gefördert wurde, distanzierte sich daraufhin von ihm. Das ZDF hielt an der Zusammenarbeit mit Schmidt fest.

### Werbeträger
Sein erstes Werbeengagement startete Schmidt zur Fußball-Weltmeisterschaft 1998, als er auf dem Sender Sat.1 das „McSchmidt-Studio“ in einer Medienkooperation mit McDonald’s moderierte. Seit dem Jahr 2000 wirbt Harald Schmidt bundesweit regelmäßig für verschiedene Organisationen und Unternehmen. Ab Sommer 2000 pries er auf schwäbisch in TV-Spots von T-Online die Vorzüge eines Internet- und DSL-Anschlusses. In einer bundesweit erschienenen Zeitschriftenanzeige für die deutsche Stiftung Pfadfinden posierte er im Januar 2001 als Werbefigur ohne Gage. Ab 2002 gab es jährlich TV-Werbespotserien mit Schmidt als prominentem Testimonial für die Marke Nescafé der Firma Nestlé. 2003, 2004 und wieder ab Juli 2006 war Schmidt als bekennender Hypochonder Werbepartner des deutschen Arzneimittel-Generika-Herstellers Hexal. Die Spots wurden in den ersten Jahren komplett von Schmidts Firma Bonito TV produziert, wie schon die TV-Werbeauftritte Schmidts für die Kaufhauskette KarstadtQuelle (2002) und die Deutsche Bahn AG (2003).
Im Januar 2006 veröffentlichte das Münchener Marktforschungsinstitut Imas International eine bundesweite Umfrage, nach der nur 36 Prozent der Deutschen Harald Schmidt für eine sympathische Werbefigur halten, im Gegensatz etwa zu Günther Jauch, der am besten abschnitt und eine Sympathiequote von 69 % erzielte. Bei der Aktion „Darmkrebsmonat März“ der Felix-Burda-Stiftung warb Schmidt im Frühjahr 2006 für Darmspiegelungen. Ab Oktober 2006 synchronisierte Schmidt in 14 TV-Spots ein männliches Hausschwein als Werbefigur der Saubillig-Kampagne des Media-Markts, dazu war in den Radio-Spots des Unternehmens seine Stimme zu hören. Obwohl Schmidt bei dieser Kampagne nicht als Person in Erscheinung trat, sorgte sie für bundesweites Aufsehen. Ab 28. November 2006 warb Schmidt in Radio-Spots mit schwäbischer Dialektfärbung für das ÖPNV-System 3-Löwen-Takt der Nahverkehrsgesellschaft Baden-Württemberg.

### Unterstützer des Zentrums gegen Vertreibungen
Harald Schmidt ist Unterstützer des Zentrums gegen Vertreibungen (ZgV). Laut Medienberichten unterstützt Harald Schmidt das ZgV nicht nur mit seinem Namen und seinem Konterfei, sondern auch mit finanziellen Zuwendungen. Des Weiteren saß Harald Schmidt in der Jury des Franz-Werfel-Menschenrechtspreises.

### Schirmherr der Stiftung Deutsche Depressionshilfe
Harald Schmidt ist seit 2008 Schirmherr der Stiftung Deutsche Depressionshilfe. Er unterstützt die Stiftung in ihrem Ziel, die Situation depressiv Erkrankter zu verbessern, finanziell sowie durch Öffentlichkeitsarbeit und die Moderation des Patientenkongresses Depression. Seit Juni 2021 moderiert Harald Schmidt zusammen mit deren Vorstandsvorsitzenden Ulrich Hegerl den Podcast Raus aus der Depression bei NDR Info.

## Bücher und Kolumnen
Schmidt hat mehrere Bücher verfasst. Außerdem schrieb er von 1994 bis 2013 eine wöchentliche Kolumne für das Magazin Focus. Einige der Kolumnen wurden auch gesammelt in Buchform veröffentlicht. Im Oktober 2003 erschien das Hörbuch von Horst Friedrichs Kriminalroman Jerry Cotton – Mein erster Fall beim FBI, gelesen von Harald Schmidt. Ab Mai 2017 hatte Schmidt eine Videokolumne von Montag bis Freitag im kostenpflichtigen Bereich von Spiegel Online, zunächst bei Spiegel Daily und ab Mai 2018 bei Spiegel+. Nach einer Sendung mit Pierre M. Krause auf dem Frankfurter Flughafen hatte ihn Spiegel-Redakteur Cordt Schnibben nach einer Zusammenarbeit gefragt. Im August 2020 wurde die Videokolumne eingestellt.

## Biografie
2003 schrieb die Journalistin und Publizistin Mariam Lau eine nicht autorisierte Biografie über Schmidt. Schmidt gab für das Buch keine Interviews und ließ die Autorin nach ihren Angaben wissen, er wolle „ein Geheimnis bleiben“. Schmidt äußerte sich zum Buch nicht.

## Moderationen
- 1988–1991: MAZ ab! (West 3, Das Erste)
- 1988–1989: Hollymünd (WDR)
- 1990: Satire-Fest (3Sat)
- 1990–1995; 2007: Pssst … (West 3, Das Erste)
- 1990–1994: Schmidteinander (West 3, Das Erste)
- 1991–1992: Gala (vier Ausgaben) (NDR)
- 1992–1995: Verstehen Sie Spaß? (Das Erste)
- 1995–2003, 2011–2014: Die Harald Schmidt Show (Sat.1, Sky)
- 1998: McSchmidt Studio (Sat.1)
- 2004: 20 Jahre SAT.1 (Sat.1)
- 2004–2007; 2009–2011: Harald Schmidt (Das Erste)
- 2006, 2007, 2008: Bambi-Verleihung (Das Erste)
- 2006: Was tun, Herr Beckenbauer? (ARD-Spezial; Das Erste)
- 2007–2009: Schmidt & Pocher (Das Erste)
- 2006, 2008: Olympia mit Waldi & Harry (Das Erste)
- 2015: Kulturplatz (SRF 1)
- 2017–2020: Schmidts Daily (Spiegel Daily)
- 2017–2024: Gysi und Schmidt (n-tv, Jahres- und Halbjahresrückblick)
- 2019–2020: Echt Schmidt (Schauspiel Stuttgart)
- seit 2021: Raus aus der Depression (NDR Info)
- seit 2021: One Mic Stand (Amazon Prime)
- seit 2022: Spielplananalyse (Schauspiel Stuttgart)

## Trivia
Bei der von Wim Thoelke moderierten ZDF-Sendung Klassentreffen kamen 1992 bei der Ausgabe mit Schmidt von 27 eingeladenen ehemaligen Klassenkameradinnen und -kameraden nur sechs. Aufgrund des ungewöhnlichen Umstandes wurde das Bühnenbild verkleinert.
Der Leiter der Stuttgarter Schauspielschule Felix Müller berichtet 1997 über Schmidts Zeit an der Schauspielschule, dass dieser zwar einen unbändigen Ehrgeiz gehabt habe und so bedeutend wie Brecht und Peymann werden wollte, aber immer nur eine Rolle gespielt habe, nie er selbst war. Ein netter, scheuer, nicht gehässiger oder bösartiger Mensch sei er gewesen, der aber für seine grenzenlose Sucht nach Berühmtheit alles tun würde.

## Veröffentlichungen

### Bücher
- Tränen im Aquarium. Ein Kurzausflug ans Ende des Verstandes. Kiepenheuer und Witsch, Köln 1993, ISBN 3-462-02302-0.
- Mulatten in gelben Sesseln. Die Tagebücher 1945–1952 und die Focus-Kolumnen. 2005, ISBN 3-462-03642-4.
- als Hrsg.: In der Frittatensuppe feiert die Provinz ihre Triumphe. Thomas Bernhard. Eine kulinarische Spurensuche. Brandstätter Verlag, Wien/München 2022, ISBN 978-3-7106-0533-8.

Kolumnen gesammelt in Buchform:
- Warum? Neueste Notizen aus dem beschädigten Leben 1997, ISBN 3-462-02653-4.
- Wohin? Allerneueste Notizen aus dem beschädigten Leben 1999, ISBN 3-462-02864-2.
- Quadrupelfuge. Variationen über 4 Themen auf 240 Seiten 2002, ISBN 3-462-03125-2.
- Warum und wohin? Gesammelte Notizen aus dem beschädigten Leben 2002, ISBN 3-548-36339-3.
- Avenue Montaigne. Roman, très nouveau 2004, ISBN 3-462-03380-8.
- Warum und wohin? 2004, ISBN 3-548-84017-5.
- Avenue Montaigne & Quadrupelfuge 2006, ISBN 3-462-03673-4.
- Sex ist dem Jakobsweg sein Genitiv. Eine Vermessung 2007, ISBN 978-3-462-03954-2.
- Ich hatte 3000 Frauen. Deutschlands größter TV-Star packt aus. Kiepenheuer & Witsch 2009, ISBN 978-3-462-04104-0.
- Fleischlos schwanger mit Pilates. Erfolgreiche Frauen sagen, wie es geht. Kiepenheuer & Witsch, Köln 2011, ISBN 978-3-462-04293-1.

### Filmografie

#### Filme
- 1995: Nich’ mit Leo
- 1999: Late Show
- 2004: 7 Zwerge – Männer allein im Wald
- 2005: Vom Suchen und Finden der Liebe
- 2008: Teufelsbraten
- 2011: Halt auf freier Strecke
- 2012: Zettl
- 2016: Rosamunde Pilcher: Ein Doktor & drei Frauen
- 2016: Burg Schreckenstein
- 2017: Timm Thaler oder das verkaufte Lachen
- 2017: Burg Schreckenstein 2 – Küssen (nicht) verboten
- 2019: Rosamunde Pilcher: Der magische Bus
- 2023: ECHT – Unsere Jugend

#### TV-Serien
- 1999: Gisbert (Folge: Reklame)
- 2002: Wilsberg (Folge: Wilsberg und der letzte Anruf)
- 2008: Unser Charly (Folge: Gesucht und gefunden)
- seit 2009: Das Traumschiff (zwei Rollen, 20 Folgen)
- 2009: SOKO Stuttgart (Folge: Als geheilt entlassen)
- seit 2025: Tschappel

### Tonträger
- 1995: Schmidtgift (WortArt)
- 1998: Die besten Harald Schmidt Sprüche, Vol. 1 (Chlodwig Z / Sony Music)
- 1998: Die besten Harald Schmidt Sprüche, Vol. 2 (Chlodwig Z / Sony Music)
- 2005: LiveMitSchmidt (Deutsche Grammophon)
- 2018: Harald Schmidt on air: Live-Mitschnitte und Sketche aus den 80er und 90er Jahren (CD, SWR)

### Video-Alben
- 2000: Bimmel und Bommel – Das gute A! (WVG Medien GmbH)
- 2000: Harald Schmidt – Respektlos und rezeptfrei (WVG Medien GmbH)
- 2004: Schmidteinander: Das Beste (EuroVideo Medien GmbH)
- 2004: Die Harald Schmidt – The Best of Vol. 1 & 2 + Golden Goals (Studiocanal)
- 2005: Harald Schmidt – Best of Harald Schmidt 2005 (Highlight)
- 2006: Harald Schmidt – Best of Harald Schmidt 2006 (Highlight)
- 2007: Harald Schmidt – Gala (EuroVideo Medien GmbH)
- 2008: Harald Schmidt & Oliver Pocher – Das erste Jahr: Best of (Universal Music)
- 2011: Ich hab schon wieder überzogen / Überstehen ist alles (Hoanzl)
- 2011: Die Harald Schmidt Show – Die ersten 100 Jahre: 1995–2003 (Turbine Medien GmbH / Rough Trade Distribution)
- 2013: Die Harald Schmidt Show – Die zweiten 100 Jahre: 1995–2003 (Turbine Medien GmbH / Rough Trade Distribution)

## TV-Biografie
- Herr Schmidt wird 50, will aber nicht feiern. Hommage von Klaus Michael Heinz (Das Erste, 24. August 2007)

## Auszeichnungen
- 1986

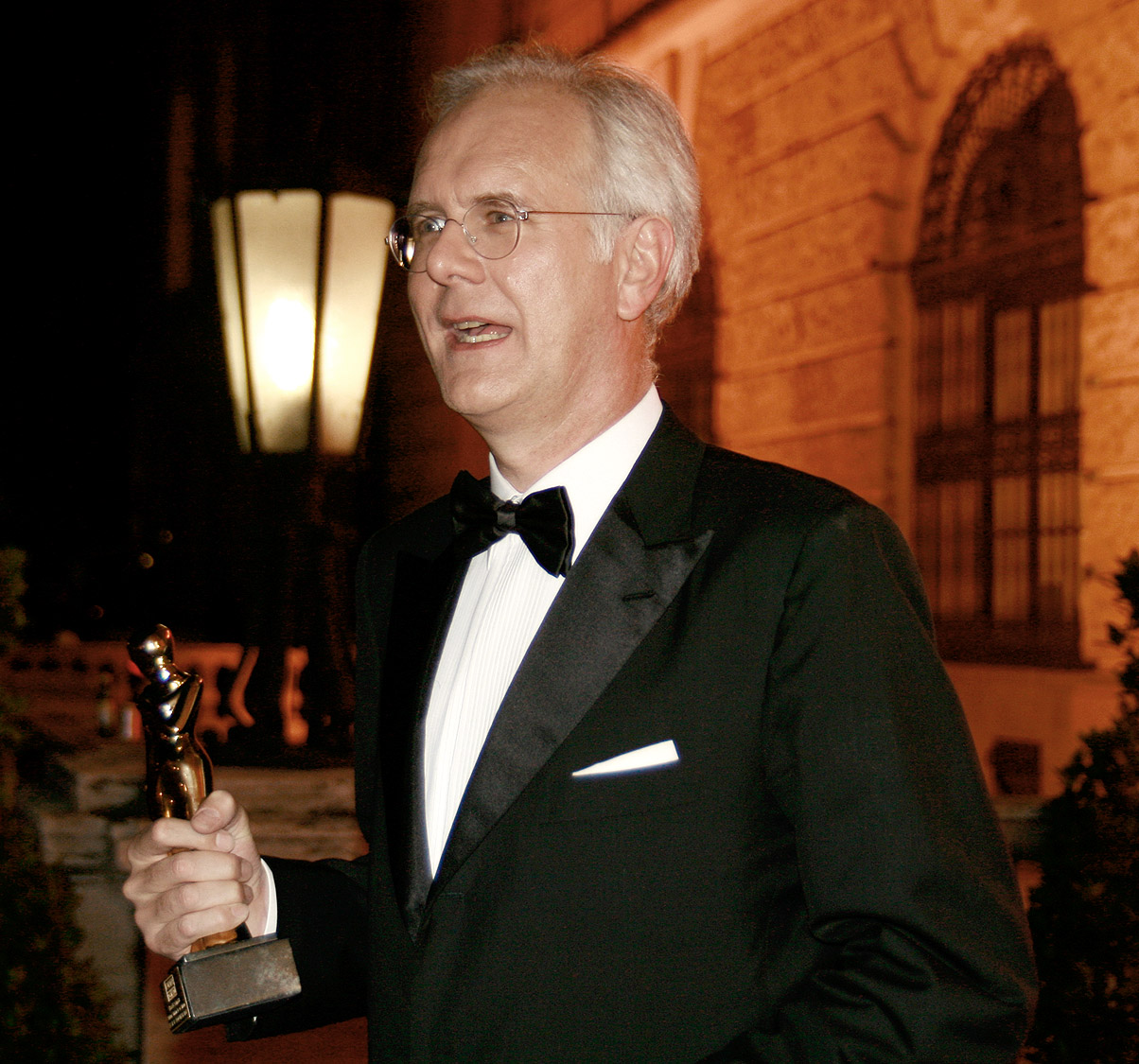
Romyverleihung in der Wiener Hofburg, 2011

  - Salzburger Stier – Bester deutschsprachiger Nachwuchskabarettist
- 1988
  - Telestar – Förderpreis
- 1992
  - Europäischer Fernsehwettbewerb – 1. Preis Beste Unterhaltungssendung
  - Adolf-Grimme-Preis mit Bronze für Gala – Weihnachten mit Harald Schmidt (zusammen mit Anke Böttcher)
- 1993
  - Goldene Europa – Entertainer des Jahres
  - Telestar
  - Bambi
- 1994
  - Goldene Kamera – Witzigster Showmaster für MAZ ab!
- 1997
  - Adolf-Grimme-Preis für Die Harald Schmidt Show (für die Sendung vom 5. Dezember 1996; Schmidt hatte sich den Preis in der Sendung vom 2. Februar 1997 selbst verliehen)
  - Bambi[112]
  - Goldener Löwe – Bester Showmoderator für Die Harald Schmidt Show
  - Telestar – Bester Showmoderator für Die Harald Schmidt Show
- 1998
  - Medienpreis für Sprachkultur der Gesellschaft für deutsche Sprache
  - Prix Pantheon – Sonderpreis Reif und Bekloppt
- 1999
  - Bayerischer Fernsehpreis für Die Harald Schmidt Show
  - Radio Regenbogen Award – Lifetime Comedy
  - Goldene Romy für Die Harald Schmidt Show
- 2000
  - Deutscher Fernsehpreis – Beste Moderation – Unterhaltung
- 2001
  - Deutscher Fernsehpreis – Beste Moderation – Unterhaltung
  - Goldener Wuschel von Brisant (ARD) „für seine Verbundenheit mit Brisant als unermüdlicher Kritiker“
- 2002
  - Adolf-Grimme-Preis im Wettbewerb Spezial für Die Harald Schmidt Show (für die Sendung vom 25. September 2001, die erste nach den Terroranschlägen von New York)
  - Goldene Kamera in der Kategorie Entertainment
  - Goldene Feder zusammen mit Manuel Andrack
  - Theater heute: „Bester Nachwuchsschauspieler“ (für „Warten auf Godot“)
- 2003
  - Deutscher Fernsehpreis – Beste Comedy für Die Harald Schmidt Show
  - Deutsch-Französischer Journalistenpreis in der Kategorie Fernsehen (für „Die Harald Schmidt Show – Le show en français“)[113]
  - Hans-Bausch-Media-Preis
  - Hildegard-von-Bingen-Preis für Publizistik
  - NEO Award für die Sat.1 Homepage www.schmidt.de
  - OnlineStar für die Sat.1 Homepage www.schmidt.de.
- 2006
  - Preis der beleidigten Zuschauer
- 2009
  - Hans-Peter-Stihl-Preis
- 2011
  - Romy für Scheitern, Scheitern, besser Scheitern als Beste Dokumentation TV
- 2012
  - Internationaler Mendelssohn-Preis zu Leipzig[114]
- 2013
  - Chevalier de la légion d’honneur[115]